# Бессонница (альбом Кристины Орбакайте)
«Бессонница» — одиннадцатый студийный альбом российской певицы Кристины Орбакайте, выпущенный 2 декабря 2022 года на лейбле «Мистерия звука».
Работа над новым альбомом проходила на протяжении трёх лет. На пластинке представлено тринадцать композиций, включая известные синглы и новые песни, а также три ремейка: две песни из репертуара Аллы Пугачёвой «Найти меня» и «Ясные светлые глаза» и одна из репертуара Людмилы Гурченко «Жду тебя».
Также в поддержку альбома певица представила одноимённую юбилейную концертную программу, премьера которой состоялась в Государственном Кремлёвском дворце 8 и 9 декабря 2016 года. 21 января 2017 года телеверсия концерта была показана на «Первом канале».

## Отзывы критиков
| Оценки критиков | Оценки критиков |
| Источник        | Оценка          |
| --------------- | --------------- |
| InterMedia      | [ 5 ]           |

Алексей Мажаев из InterMedia дал положительную оценку альбому и написал, что альбом «Бессонница» вновь показывает многогранность Орбакайте, отметив разнообразие жанров и стилей на пластинке.

## Список композиций
| №   | Название                                | Текст песни       | Музыка                 | Длительность |
| --- | --------------------------------------- | ----------------- | ---------------------- | ------------ |
| 1.  | «Ты мой»                                | Макс Барских      | Макс Барских           | 3:42         |
| 2.  | «Крылья»                                | Юлия Николаева    | Юлия Николаева         | 3:15         |
| 3.  | «Перчатки»                              | Андрей Ордынец    | Андрей Мисин           | 3:28         |
| 4.  | «Одна на двоих бессонница»              | Михаил Гуцериев   | Алексей Романов        | 2:55         |
| 5.  | «Жду тебя»                              | Игорь Шаферан     | Алексей Мажуков        | 3:36         |
| 6.  | «День пройдёт»                          | Денис Островский  | Юлия Донская           | 3:07         |
| 7.  | «Как в кино»                            | Арсений Арделяну  | Сергей Ревтов          | 3:24         |
| 8.  | «На ромашке я гадаю»                    | Алла Пугачёва     | Андрей Стойчев         | 3:51         |
| 9.  | «Найти меня»                            | Белла Деметр      | Алла Пугачёва          | 4:07         |
| 10. | «Любовь не продаётся» (дуэт с Валерией) | Лара Д' Элиа      | Виктор Дробыш          | 4:40         |
| 11. | «Свадебная»                             | А. Барсегян       | М. Акопян              | 4:25         |
| 12. | «Софи Лорен»                            | Валерия Лесовская | Владимир Пресняков ст. | 3:50         |
| 13. | «Ясные светлые глаза»                   | Владимир Лазарев  | Рудольф Мануков        | 3:32         |